# Ime Gruzije
Gruzija je slovenski eksonim za državo na Kavkazu, ki jo domačini imenujejo Sakartvelo (/ sʌkʌrtvɛlɔː / gruzijsko საქართველო, [sakʰartʰvɛlɔ]) . Ruski eksonim je Gruziya (/ ɡrʊziːjʌ / rusko: Грузия, IPA: [grʊzija]). Druge zahodne države jo imenujejo Georgia.
Tako endonim kot eksonim za državo izhajata iz istega državotvornega jedra in osrednje gruzijske regije Kartli, imenovane Iberija, do klasičnih in bizantinskih virov, okoli katerih se je oblikovala zgodnjesrednjeveška kulturna in politična enotnost Gruzijcev.
Zunanji zahodni in ruski eksonimi verjetno izvirajo iz gurğān, perzijskega poimenovanja Gruzijcev, ki se razvija iz srednje perzijskega wurğān / wirucān in staro perzijskega varkân (()) kar pomeni 'dežela volkov'. To se kaže tudi v staro armenski virk' (վիրք), saj je vir starogrške iberia (ιβηρία), ki je v latinščino vstopila kot Hiberia.
Polno uradno ime države je Sakartvelo, kot je določeno v gruzijski ustavi. Pred začetkom veljavnosti ustave iz leta 1995 je bilo ime države Republika Gruzija. Od leta 2005  si gruzijska vlada močno prizadeva, da bi odstranila ruski eksonim Gruziya iz uporabe po vsem svetu. 

## Endonim
Domače gruzijsko ime države je Sakartvelo (საქართველო). Beseda je sestavljena iz dveh delov. Njen koren, kartvel-i (ქართველ-ი), je bil prvič potrjen v staro gruzijskem napisu Umm Leisun v Jeruzalemu, prvotno pa se je nanašal na prebivalca osrednje gruzijske regije Kartli - Iberia iz klasičnih in bizantinskih virov. Do začetka 9. stoletja se je pomen Kartli razširil na druga območja srednjeveške Gruzije, ki so jih združevala religija, kultura in jezik. Gruzijski sa-X-o je standardna geografska zgradba, ki označuje »območje, kjer prebiva X«, kjer je X etnonim.
Najzgodnejše sklicevanje na Sakartvelo se pojavlja okoli leta 800 v Gruzijski kroniki Juanšerja Juanšerianija.
| “ | და ვითარცა შევლო ყრუმან კლისურა, რომელი მას ჟამსა იყო საზღვარი საბერძნეთისა და საქართველოსა, და შემუსრა ქალაქი აფშილეთისა ცხუმი. და მოადგა ციხესა ანაკოფისასა. In ko tisti gluhi moški [tj. omajadski kalif Marvan II. (Gruzijci so ga med invazijo na Gruzijo imenovali za "gluhega Marvana") je uničil Klisuro, ki je bila meja Saberdzneti in Sakartvelo, ter uničil mesto Suhumi v Apšiletiju in prišel čez trdnjavo Anacopia. - Življenje kralja kraljev, Vakhtang Gorgasali | ” |

V naslednjih 200 letih je bilo to poimenovanje preoblikovano tako, da je označevalo vse gruzijsko kraljestvo, ki je nastalo s politično združitvijo Kartlija/Iberije in Abhazije pod Bagratom III. leta 1008. Vendar je bilo to šele v začetku 13. stoletja, da je izraz popolnoma vstopil v redno uradno rabo.
Spomin in sanje o združeni Gruziji - Sakartvelo - sta se obdržala tudi po politični katastrofi iz 15. stoletja, ko je Kraljevina Gruzija razpadla in oblikovala tri ločena kraljestva: Kartli, Kaheti in Imereti ter pet kneževin: Samtskhe-Saatabago, Mingrelia, Guria, Svaneti in Abhazija. Tako kasnejši kralji niso odpovedali naslovov vsegruzijskih monarhov, katerih legitimni nasledniki so trdili, da so. Ideja o gruzijski enotnosti je prevladovala tudi pri pisanju zgodovine gruzijskega učenjaka zgodnjega 18. stoletja in člana kraljeve družine, princa Vakhuštija, čigar Opis Kraljevine Gruzije (Agtsera sameposa sakartvelosa) je na slednje opazno vplivala zamisel o Sakartvelu. Čeprav je bila Gruzija politično razdeljena med konkurenčnimi kraljestvi in kneževinami v času Vakhuštijevega življenja, je učenjak preteklost in sedanjost teh odcepitvenih politik obravnaval kot del zgodovine posameznega naroda. 
Gruzija je med 15. in 19. stoletjem padla pod zaporedne osmansko, iransko (Safavidi, Afšaridi, Kadžari) in rusko oblast. Ponovno se je združila kot kratkotrajna Demokratična republika Gruzija (საქართველოს დემოკრატიული რესპუბლიკა sakartvelos demokratiuli respublika) 26. maja 1918, preoblikovana v Gruzijsko Sovjetsko socialistično republiko (საქართველოს საბჭოთა სოციალისტური რესპუბლიკა sakartvelos sabchotaist respublika) leta 1921 in pridobila neodvisnost kot Republika Gruzija (საქართველოს რესპუბლიკა sakartvelos respublika) 14. novembra 1990. V skladu z ustavo iz leta 1995 je uradno ime države საქართველო Sakartvelo, pri čemer je "Georgia" navedena kot angleški ekvivalent.
V drugih kartvelskih jezikih, kot je Mingrelian, se Gruzija imenuje საქორთუო sakortuo, v Laz je ოქორთურა okortura, medtem ko v Svanu uporabljajo isto ime kot Gruzijci საქართველო sakartvelo. Ta isti koren je sprejet tudi v Abhaziji, Gruzija pa se imenuje Қyrҭtәyla  (tj. Sakartvelo).

## Eksonimi

### Georgia
Evropska " Georgia " verjetno izhaja iz perzijskega poimenovanja Gruzijcev – gurğ (گرج), ğurğ - ki je doseglo zahodnoevropske križarje in romarje v Sveti deželi, ki so ji dali ime Georgia (tudi Jorgania, Giorginia, itd.) in napačno  je izvor razložili s priljubljenostjo svetega Jurija (Tetri Giorgi) med Gruzijci. To razlago med drugim ponujata Jacques de Vitry in Franz Ferdinand von Troilo. 
Druga teorija, ki jo je populariziral Jean Chardin, je Georgia pomensko povezovala z grško γεωργός (kopno zemlje). Podporniki te razlage so se včasih sklicevali na klasične avtorje, zlasti na Plinija in Pomponija Mela. Georgi, ki so ga omenjali omenjeni avtorji (Plinij, IV.26, VI.14; Mela, De Sita Orb. I.2, 50, ii.1, & 44, 102.), so bila zgolj kmečka plemena, tako imenovani, da se ločijo od svojih nomadskih in pastoralnih sosedov na drugi strani reke Panticapea (v Tauriki).
V 19. stoletju se je Marie-Félicité Brosset zavzel za izpeljavo imena Georgia iz imena reke Mtkvari prek Kuros-Cyrus-Kura-Djurzan. 
Po mnenju več sodobnih znanstvenikov se zdi, da si je Georgia v 11. ali 12. stoletju izposodila sirsko gurz-ān / gurz-iyān in arabsko ĵurĵan / ĵurzan, ki izhaja iz novo perzijskega gurğ / gurğān, ki izvira iz srednje perzijske waručān nejasnega izvora, vendar spominja na vzhodni transkapijski toponim Gorgan, ki prihaja iz staro perzijskega varkâna-, 'dežela volkov'. To bi lahko bila ista etimologija kot armenski virk (Վիրք) in vir grško-rimske izročitve Iberi (Ἴβηρες), etnonim, ki jim je bil že znan kot poimenovanje Iberskih ljudstev Iberskega polotoka.

### Iberija
Ena teorija o etimologiji imena Iberia, ki jo je predlagal Giorgi Melikišvili, je bila, da izhaja iz sodobnega armenskega poimenovanja za Gruzijo, Virkʿ (armensko: Վիրք in Ivirkʿ [Իվիրք] in Iverkʿ [Իվերք]), ki je bila sama povezana z besedo Sver (ali Svir), kartvelijsko poimenovanje za Gruzijce.  Črka 's' je v tem primeru služila kot predpona za korensko besedo Ver (ali Vir). V skladu s teorijo Ivane Javakhišvili je bilo etnično poimenovanje Sber, variante Sver, pridobljena beseda Hber (Hver') (in s tem Iberia) in armenska različica, Veria in Viria.
Armensko ime Gruzije je Վրաստան Vrastan, Վիրք Virk (tj. Iberia). Etnični Gruzijci so v armenščini imenovani Վրացիներ (Vratsiner), kar dobesedno pomeni Iberijci.

### Gruzija
Ruski eksonim Gruziya (Грузия ['gruzʲɪjə]) je tudi perzijskega porekla, iz perzijščine: گرجستان Gorjestân (turško Gürcistan Gurjistan, osetsko Гуырдзыстон Gwyrdzyston, mongolsko Gürj.)
Rusko ime se prvič pojavlja v potopisih Ignatija Smolnjanina kot gurzi (гурзи) (1389).
»А въ церковь ту влѣзщи, ино направѣ Гурзійскаа служба, Гурзіи служатъ. «

Tam je cerkev in tam je Gurz [tj. Gruzija] liturgija, Gurzis [tj. Gruzijci] služijo tam.
- Potovanja v Jeruzalem
Afanasy Nikitin Gruzijo imenuje gurzynskaya zemlya (Гурзыньская земля ) (1466–72).
 » Да Севастѣи губѣ, да Гурзынской земли добро обилію всѣм; да Торская земля обилна. «

In v Sevastiji in v deželi Gurzin [tj. Gruzijska dežela] vsega je v izobilju, torska dežela [tj. Turška dežela] je obilna.
- Potovanje onkraj treh morij ”
Kot posledica permutacije zvokov se je Gurz spremenil v Gruz in sčasoma Gruz-iya. Rusko ime je bilo vneseno v več slovanskih jezikov (bolgarščina, beloruska, poljščina, češčina, srbohrvaščina, slovaščina, slovenščina, makedonščina, ukrajinščina), pa tudi v druge jezike, ki so bili v zgodovini v stiku z ruskim cesarstvom (na primer latvijski, litovski, estonski , madžarščina, jidiš, kirgizijsko, turkmensko, ujgursko, kitajsko, japonsko, korejsko) .

#### Opustitev imena
Avgusta 2005 je gruzijski veleposlanik v Izraelu Laša Žvania prosil, da hebrejski govorci njegovo državo imenujejo גאורגיה kot Georgia in opustijo ime Gruzija. Ime je v sodobno hebrejščino vstopilo kot גרוזיה (Gruz-ia). Soobstajalo je z imenom גאורגיה (Gheorghia z dvema trdima g) in גורג'יה (Gurjia), ko je Gruzija v 70. letih dvajsetega stoletja prevzela oblast, verjetno zaradi množičnega priseljevanja dvojezičnih gruzijsko-ruskih Judov v Izrael v tistem času. Zahteva Gruzije je bila odobrena in Izrael to državo imenuje Gheorghia.
Junija 2011 je ministrstvo za zunanje zadeve Gruzije reklo, da se je Južna Koreja odločila, da bo državo imenovala "조지아" (Jojia), namesto ruskega “그루지야” (Geurujiya). Gruzijska vlada nadaljuje pogovore tudi z drugimi države o tem vprašanju.
Aprila 2015 je Japonska spremenila uradno japonsko ime za Gruzijo iz Gurujia (グ ル ジ ア), ki izhaja iz ruskega izraza Gruziya, v "Jōjia" (ジ ョ ー ジ ア), ki izhaja iz angleškega izraza Georgia. 
Maja 2018 je Litva prešla na Sakartvelas, ki izhaja iz prvotnega domačega imena Sakartvelo. 
Junija 2019 je med gruzijskimi protesti 2019 nekdanji ukrajinski predsednik Petro Porošenko pozval ministrstvo za zunanje zadeve Ukrajine, naj Gruziya spremeni v Sakartvelo. 